# European Masters 1992
Het Zwitsers Open is een golftoernooi dat in 1923 voor het eerst werd gespeeld en behoort tot de Europese PGA Tour sinds die in 1972 werd opgericht. Dit was het laatste jaar dat het toernooi geen titelsponsor had. In 1992 werd het gespeeld van 3-6 september op de baan van de Golf Club Crans-sur-Sierre. Het prijzengeld was € 802.744, waarvan de winnaar € 131.403 kreeg. Titelverdediger Jeff Hawkes eindigde op de 64ste plaats.
De par van de baan was 72. De laagste ronde was van Jamie Spence met een score van 60 slagen.
Aan het begin van de laatste ronde stond Jamie Spence tien slagen achter de leider, Colin Montgomerie. Door zijn ronde van 60 eindigde het Open in een play-off tussen Anders Forsbrand en Jamie Spence. Jamie behaalde hier zijn eerste overwinning op de Tour.

Beste amateur was Peter O'Hagan uit Noord-Ierland.   

## Top 10
| Nr | Speler              | Score           | Score |
| -- | ------------------- | --------------- | ----- |
| 1  | Jamie Spence po     | 67-71-73-60=271 | -17   |
| 2  | Anders Forsbrand    | 68-70-68-65=271 | -17   |
| 3  | Colin Montgomerie   | 63-70-68-71=272 | -16   |
| 4  | Sandy Lyle          | 71-70-66-67=274 | -14   |
| T5 | Per-Ulrik Johansson | 68-68-74-65=275 | -13   |
| T5 | José Rivero         | 64-73-69-69=275 | -13   |
| T5 | Sven Strüver        | 68-72-67-68=275 | -13   |
| 8  | Jim Payne           | 69-72-72-63=276 | -12   |
| T9 | Mats Lanner         | 68-68-70-71=277 | -11   |
| T9 | Robert Lee          | 69-71-70-67=277 | -11   |

## Trivia
- Manuel Piñero maakte tijdens de derde ronde een hole-in-one op hole 3.
- Baldovino Dassu had in 1971 ook een ronde van 60 gemaakt, maar dat was -11 omdat toen de par 71 was.